# Logisim
Logisim je bezplatný simulátor logických obvodů, který v letech 2001-2011 vytvářel Carl Burch. Umožňuje kreslit a simulovat logické obvody, tvořit z dílčích celků moduly a ty nadále používat a spojovat do větších obvodů. Lze v něm tak například simulovat činnost CPU.